# SN 2003B
SN 2003B是一颗位于旋涡星系NGC 1097的超新星，爆发于2003年1月5日。它是一颗II型超新星。